# ナフィトリヤナ・サイマン

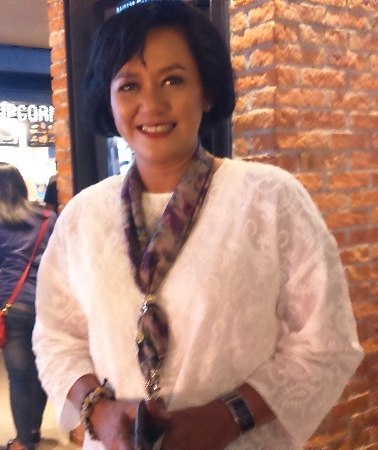
ナフィトリヤナ・サイマン

ナフィトリヤナ・サイマン（Nurfitriyana Saiman, 1962年3月7日 - ）は、インドネシアの女子アーチェリー選手。ジャカルタ出身。
1988年ソウルオリンピックにてアーチェリー女子団体でリリー・ハンダヤニ、クスマ・ワドハニとともに銀メダルを獲得した。